# Lucian Wysocki

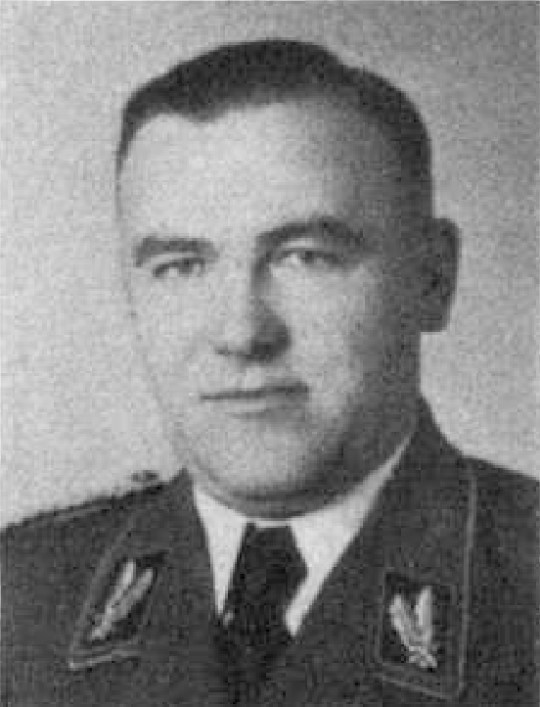
Lucian Wysocki

Lucian Damianus Wysocki (* 18. Januar 1899 in Gentomie, Kreis Preußisch Stargard; † 13. Dezember 1964 in Rheinhausen) war ein deutscher Politiker der NSDAP, Polizeipräsident sowie SA- und SS-Führer, zuletzt im Rang eines SS-Brigadeführers und Generalmajors der Polizei.

## Leben
Wysockis Vater Petrus Damianus war Lehrer, seine Mutter Therese Apollonie, geborene von Paszki, Tochter eines Gutsbesitzers. Von 1905 bis 1917 besuchte Wysocki Volksschule und Präparandenanstalt in Marienwerder. Danach meldete er sich Anfang 1917 als Kriegsfreiwilliger, kam an die Ostfront und anschließend im März 1918 an der Westfront im Sommegebiet und im Priesterwald zum Einsatz. Zuletzt diente er als Unteroffizier bei der 10. Kompanie des Reserve-Infanterie-Regiments 257. Am 28. April erhielt er das Eiserne Kreuz II. Klasse. September 1918 geriet er in amerikanische Kriegsgefangenschaft, aus der er im August 1919 heimkehrte. Danach diente er vom 1. Oktober bis zum 31. Dezember 1919 bei der 9. Kompanie im Infanterie-Regiment 3 der Reichswehr. Ab Februar 1920 arbeitete Wysocki im Bergbau in Baesweiler als Gesteinshauer.

### Zeit nach dem Ersten Weltkrieg
Wysocki wurde am 1. Mai 1929 Mitglied der NSDAP (Mitgliedsnummer 132.988). Schon am 1. Februar desselben Jahres war er der SA beigetreten. 1930 bis 1931 fungierte er als politischer Leiter in Essen. Im September desselben Jahres wurde er vom SA-Scharführer zum SA-Truppführer und im Januar 1932 zum SA-Sturmführer befördert. Im Juli 1932 wurde er für die NSDAP in den Reichstag gewählt (Wahlkreis 20 Köln-Aachen), dem er mit einer kurzen Unterbrechung bis Kriegsende angehörte. Wegen politischer Vergehen wurde er ebenfalls im Juli 1932 zu einer einjährigen Gefängnisstrafe verurteilt. Im August 1933 wurde er SA-Obersturmführer und im November SA-Standartenführer. Im Mai 1937 wurde er SA-Oberführer und schließlich im Januar 1939 SA-Brigadeführer. Er führte SA-Standarten zuerst in Duisburg und dann in Wuppertal.
Am 7. Mai 1940 trat Wysocki aus der SA aus und am 21. Juni desselben Jahres in die SS (Mitgliedsnummer 365.199) ein. Noch am selben Tag wurde er zum SS-Brigadeführer beim SS-Oberabschnitt „West“ befördert. In einem Schreiben vom 23. Mai 1940 bat SS-Obergruppenführer Fritz Weitzel den SS-Gruppenführer Walter Schmitt in der Personalkanzlei des SS-Hauptamtes um die Übernahme Wysockis in die SS, da dieser seit seinem Austritt aus der SA als Zivilist herumlaufe und „sich dadurch in einer sehr peinlichen Lage“ befinde.
1937 wurde er zunächst Polizeipräsident in Oberhausen und Mülheim an der Ruhr, 1939 Polizeipräsident in Duisburg.

### Nach Beginn des Russlandfeldzuges
Nach dem Beginn des Krieges gegen die Sowjetunion wurde Wysocki im Juli 1941 durch Heinrich Himmler zum SS- und Polizeiführer (Standortführer) in Wilna ernannt. Am 11. August desselben Jahres wurde er zum SS- und Polizei-Standortführer für den Generalbezirk Litauen im Reichskommissariat Ostland mit Dienstsitz in Kowno ernannt. Am 27. September desselben Jahres wurde er durch Adolf Hitler zum Generalmajor der Polizei ernannt. 
Am 2. Juli 1943 wurde Wysocki von Himmler seines Amtes als SS- und Polizeiführer enthoben und in den Stab des SS-Brigadeführers Curt von Gottberg in Minsk versetzt, um dort von diesem in der „Bandenbekämpfung“ unterwiesen zu werden. Im September desselben Jahres bat Wysocki Himmler, nach einer Kur im SS-Lazarett Baden wegen „erschwerten Leber- und Gallenanfällen“ wieder als Polizist im Deutschen Reich verwendet zu werden.
Von 19. März 1944 bis zum Kriegsende war Wysocki dann als Polizeipräsident in Kassel tätig. Ende 1944 wurde vor dem Obersten SS- und Polizeigericht ein Ermittlungsverfahren wegen Unterschlagung eingeleitet, das allerdings noch im selben Jahr eingestellt wurde.
Nach 1945 arbeitete Wysocki zeitweise als Angestellter beim Kaufhaus Horten in Duisburg.
Wysocki war mehrmals verheiratet. Von seiner ersten Frau ließ er sich 1930 scheiden. Seine zweite Frau verstarb am 16. Februar 1940. Seine dritte Frau war Gerda, geb. Dietz (* 15. Juni 1908) am 23. Oktober 1941 kriegsgetraut. Insgesamt hatte Wysocki 5 Kinder (* 1923, '28, '37, '38, '39).